# Port lotniczy Gabiro
Port lotniczy Gabiro – port lotniczy zlokalizowany w mieście Gabiro, w Rwandzie.